# Cynomops planirostris
El moloso mediano o de pecho blanco (Cynomops planirostris) es una especie de murciélago de la familia Molossidae. Se puede encontrar en Panamá,  Colombia, Venezuela, Guyana, Surinam, Guayana Francesa, Brasil, Perú, Ecuador, Bolivia, Paraguay y Argentina.